# エゴイスト (漫画)
『エゴイスト』（Egoist）は、伊坂芳太良の漫画作品。1956年から1962年まで、『漫画讀本』（文藝春秋新社）に連載された。
外国人が製作した外国漫画という体裁で発表され、当時の日本人に漫画の最先端である「海外マンガの王様」として受容された。長谷川町子『いじわるばあさん』の元ネタになったことでも知られる。

## 概要
アメリカ合衆国の漫画家であるボブ・バトル（Bob Battle）が製作した「外国漫画」と言う体裁で、文藝春秋が発行していた『漫画讀本』において日本語に「翻訳掲載」されていた。なお、同誌では掲載号によって『エゴイスト爺さん』『意地悪じいさん』『意地悪爺さん』など何通りかの「邦題」が使用されていた。単行本は『漫画讀本』の休刊後、新評社から『エゴイスト』の「邦題」で1973年より全3巻が刊行されている。
『漫画讀本』掲載時の「邦題」の一つからもわかるように、意地悪なお爺さん（以下、仮に「エゴイスト爺さん」とする）が他人に様々な嫌がらせをする様子を描いている。
台詞の無いサイレント漫画である。登場人物の台詞はコマ内には書かれず、各話の表題が主人公の「エゴイスト爺さん」かその被害者の台詞を兼ねていることが多い。
4コマ漫画ではあるが、外国漫画らしく、縦の列ではなく横の行で掲載され、左から右に読む。読む向きを別にすれば、当時の欧米のコミック・ストリップのフォーマットではなく、基本的に当時の日本のオーソドックスな4コマ漫画のフォーマット（起・承・転・結）を踏襲しているため、解りやすい。

### ボブ・バトルの正体
C.E.TUTTLE社の版権表記があるものの、当然ながら、「Bob Battle」というアメリカの漫画家、および『Egoist』というアメリカの漫画は実在しない。
1970年に42歳で急死した伊坂芳太良の遺稿集『伊坂芳太良の世界』（1974年）に、広告制作会社における伊坂の後輩で共同作業者でもあった浅葉克己による「その頃のペロさんのイラストは漫読のイジワル爺さんが中心で」との証言があることから（編注・「ペロ」は伊坂の愛称）、実は本作は伊坂の作品であったことが明らかになった。なお、『漫画讀本』1963年9月号目次絵には「意地悪じいさん」の絵と伊坂芳太良のクレジットがある。
『漫画讀本』昭和37年8月号にもボブ・バトルの正体が公知の人物であることを示唆する文章があり、飯沢匡いわく、「多分、作者は自分がどういう人間か教えるほど人がよくないのだろう」。また、同じく飯沢が主人公のモデルを示唆しており、「大正時代に加藤高明と言う総理大臣がいたが（中略）意地悪爺さんの顔とそっくり」。

## トリビア
長谷川町子は『サザエさんうちあけ話』において、本作を読み「おバァさんのほうがグッと迫力あるのになァ」と言う感想を抱いたことが『いじわるばあさん』を『サンデー毎日』誌上で連載する契機になったと述べている。『いじわるばあさん』の作中では、主人公の伊知割石が旅行先のイギリスで“本家”のエゴイスト爺さんらしき人物に遭遇して「冥土インジャパン」と嘲笑されたことを憤慨すると言うエピソードがある。

## 書誌情報
- ボブ・バトル『エゴイスト』新評社、全3巻

1. こんな男にだれがした？…の巻 1973年初版 全国書誌番号:75076654
2. ど〜せキザなヤロウでゲスの巻 1974年初版 全国書誌番号:75076655
3. あなたもいじわる…スル？の巻 1974年初版

この他、1989年刊の文春文庫ビジュアル版『漫画讀本傑作選』にも数点が再録されている。